# Organização da Mulher Moçambicana
Organização da Mulher Moçambicana (OMM), zu Deutsch „Organisation der mosambikanischen Frau“, ist eine mosambikanische Frauenrechtsorganisation. Die FRELIMO-nahe Organisation wurde am 16. März 1973 vom damaligen Vorsitzenden der FRELIMO, Samora Machel, gegründet.
Die sozialistisch-marxistische mosambikanische Befreiungsfront (FRELIMO) hatte im Rahmen ihres Kampfes für die Unabhängigkeit von Portugiesisch-Ostafrika auch gegen das damals bestehende Frauenbild und für eine Gleichberechtigung der Geschlechter gekämpft. Als Ikone des weiblichen Befreiungskampfes galt Josina Machel, Widerstandskämpferin, Feministin und zweite Frau des FRELIMO-Vorsitzenden Samora Machel. Nach ihrem Tod am 7. April 1971 erklärte Machel ihren Todestag zum mosambikanischen Frauentag. Zwei Jahre später, am  16. März 1973, gründete Machel die „Organização da Mulher Moçambicana“, als feministischen Flügel der FRELIMO:

«A Organização da Mulher Moçambicana que se constitui surge na estrutura da FRELIMO como um novo braço da nossa Revolução que deve atingir as largas massas de mulheres que até agora se conservavam à margem do processo de transformação que tem lugar na nossa Pátria. É a Organização da Mulher Moçambicana que deve trazer para a luta pela emancipação da Mulher e para a luta revolucionária, os milhões de mulheres do nosso País.»

„Die zu gründende Organisation der mosambikanischen Frau entsteht aus der Struktur der FRELIMO als ein neuer Flügel unserer Revolution. Sie soll all die Frauen umfassen, die sich bisher nur am Rande des Transformationsprozesses unseres Vaterlandes befunden haben. Es ist die Organisation der mosambikanischen Frau, die die Millionen von Frauen unseres Landes für den Kampf um die Emanzipation der Frau und den revolutionären Kampf gewinnen soll.“

Die Organisation fungierte als eine von mehreren Massenorganisationen der marxistisch-leninistischen Frelimo.
Bis heute gehört die OMM zu den wichtigsten Organisationen der mosambikanischen Gesellschaft. Trotz der Demokratisierung Mosambiks seit 1992 und der damit prinzipiell vorgeschriebenen Trennung von Staat und Partei, wird der OMM aufgrund ihrer Geschichte und ihren personellen Überschneidungen zur seit 1975 regierenden FRELIMO Regierungsnähe bzw. -hörigkeit vorgeworfen. Zahlreiche Ministerinnen der letzten Regierungskabinette hatten vor unterschiedliche Ämter in der OMM inne.